# Anna Belle Clement O'Brien

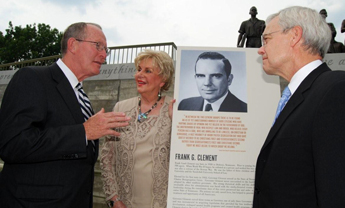
Anna Belle Clement O'Brien con el senador de EE. UU. Lamar Alexander (izquierda) y su sobrino Bob Clement (derecha), junto a un cartel de su hermano Frank G. Clement, en el Green McAdoo School en Clinton, Tennessee, en agosto de 2008.

Anna Belle Clement O'Brien (6 de mayo de 1923 - 31 de agosto de 2009) era una política de Tennessee, apodada "la primera señora de la política de Tennessee."  Sirvió como jefa del gobernador de personal de 1963 a 1967, fue miembro de la Cámara de Representantes de Tennessee en la 89.ª Asamblea General, de 1975 a 1977, y senador Estatal de Tennessee en las Asambleas 90.º a 96.º, de 1977 a 1991. Aunque no fue la primera mujer en estar en el Senado de Tennessee, fue la primera mujer  en ser presidente de un comité. Durante sus 22 años en la Asamblea General, fue la presidenta  para tres comités: Educación, Transporte, y el Comité Democrático.

## Vida personal
Anna Belle Clement era la hija  del abogado y alcalde de Dickson, Tennessee, Robert S. Clement y Maybelle Goad Clement. Su hermano, Frank G. Clement, fue gobernador de Tennessee de 1953 a 1959 y otra vez de 1963 a 1967. Durante su segunda gubernatura sirvió como su jefe de personal.
Se casó dos veces. Su primer matrimonio fue con A. W. Lucas, quién sirvió como alcalde de New Johnsonville, Tennessee. En 1966  se casó Charles H. O'Brien, quién fue  un Senador Estatal de Tennessee  durante su matrimonio y quién más tarde se convertiría en Jefe de Justicia del Tribunal Supremo de Tennessee.  Estuvieron casados durante 40 años hasta que él falleció en enero de 2007.

## Carrera en política electiva
Anna Belle y Charles O'Brien establecieron su hogar en Crossville, en el cual, en el área de Anna Belle representó en la Asamblea General, ganando su primera elección en 1974. Su eslogan de campaña cuando era candidata al Senado Estatal en 1976 era: "El sitio de una mujer está en su casa … ¡y el Senado también!"
En 1982 fue candidata por el Partido Democrático para gobernadora, pero perdió en las primarias de Knoxville contra el alcalde Randy Tyree, quien perdió en las elecciones generales contra el gobernador Republicano Lamar Alexander.
En la década de los 80, a O'Brien se le diagnosticó cáncer de pecho, experimentó una mastectomía, y recibió un implante de silicona. Posteriormente, trabajó promulgando legislación para requerir a las aseguradoras de salud que proporcionasen cobertura para las mamografías y más tarde copatrocinó una campaña por los derechos de las mujeres sobre los implantes de pecho defectuosos extendiendo las prescripciones para pleitos de responsabilidad del producto para implantes.

## Muerte
O'Brien murió el 31 de agosto de 2009, en un hospital de Knoxville después de padecer una caída dos semanas antes en su casa en Crossville.